# يو إيتو
يو إيتو (باليابانية: 衛藤 裕) (17 أكتوبر 1983 في أونجو في اليابان – )؛ هو لاعب كرة قدم ياباني سابق كان يلعب كلاعب وسط.

## وصلات خارجية
- يو إيتو على موقع رابطة كرة القدم اليابانية للمحترفين (اليابانية)
- يو إيتو على موقع قاعدة بيانات كرة القدم.إي يو (الإنجليزية)
- يو إيتو على موقع Soccerway.com (الإنجليزية)
- يو إيتو على موقع عالم كرة القدم.نت (الإنجليزية)